# ستنيسو ميشالسكي
ستنيسو ميشالسكي (بالبولندية: Stanisław Michalski)‏ هو لاعب كرة سلة وممثل بولندي، ولد في 3 سبتمبر 1932 في ليتوانيا، وتوفي في 1 فبراير 2011 في بولندا. من الجوائز التي نالها ميدالية الاستحقاق للثقافة ‏ وMedal of the 30th Anniversary of People's Poland ‏ وميدالية الذكرى الأربعين لشعب بولندا ‏.

## جوائز
- ميدالية الاستحقاق للثقافة [الإنجليزية]‏
- Medal of the 30th Anniversary of People's Poland [الإنجليزية]‏
- ميدالية الذكرى الأربعين لشعب بولندا [الإنجليزية]‏

## وصلات خارجية
- ستنيسو ميشالسكي على موقع IMDb (الإنجليزية)
- ستنيسو ميشالسكي على موقع ألو سيني (الفرنسية)
- ستنيسو ميشالسكي على موقع أول موفي (الإنجليزية)
- ستنيسو ميشالسكي على موقع قاعدة بيانات الأفلام السويدية (السويدية)
- ستنيسو ميشالسكي على موقع كينوبويسك (الروسية)